# دوري كرة القدم السلوفيني الدرجة الثالثة 2012–13
دوري كرة القدم السلوفيني الدرجة الثالثة 2012–13 هو موسم من دوري كرة القدم السلوفيني الدرجة الثالثة ‏. فاز فيه NK Veržej ‏.